# CHMP7
CHMP7 (англ. Charged multivesicular body protein 7) – білок, який кодується однойменним геном, розташованим у людей на 8-й хромосомі. Довжина поліпептидного ланцюга білка становить 453 амінокислот, а молекулярна маса — 50 911.
| 10         |  | 20         |  | 30         |  | 40         |  | 50         |
| ---------- |  | ---------- |  | ---------- |  | ---------- |  | ---------- |
| MWSPEREAEA |  | PAGGDPAGLL |  | PPEWEEDEER |  | MSFLFSAFKR |  | SREVNSTDWD |
| SKMGFWAPLV |  | LSHSRRQGVV |  | RLRLRDLQEA |  | FQRKGSVPLG |  | LATVLQDLLR |
| RGELQRESDF |  | MASVDSSWIS |  | WGVGVFLLKP |  | LKWTLSNMLG |  | DNKVPAEEVL |
| VAVELLKEKA |  | EEVYRLYQNS |  | PLSSHPVVAL |  | SELSTLCANS |  | CPDERTFYLV |
| LLQLQKEKRV |  | TVLEQNGEKI |  | VKFARGPRAK |  | VSPVNDVDVG |  | VYQLMQSEQL |
| LSRKVESLSQ |  | EAERCKEEAR |  | RACRAGKKQL |  | ALRSLKAKQR |  | TEKRIEALHA |
| KLDTVQGILD |  | RIYASQTDQM |  | VFNAYQAGVG |  | ALKLSMKDVT |  | VEKAESLVDQ |
| IQELCDTQDE |  | VSQTLAGGVT |  | NGLDFDSEEL |  | EKELDILLQD |  | TTKEPLDLPD |
| NPRNRHFTNS |  | VPNPRISDAE |  | LEAELEKLSL |  | SEGGLVPSSK |  | SPKRQLEPTL |
| KPL        |  |            |  |            |  |            |  |            |

A: Аланін

C: Цистеїн

D: Аспарагінова кислота

E: Глутамінова кислота

F: Фенілаланін

G: Гліцин

H: Гістидин

I: Ізолейцин

K: Лізин

L: Лейцин

M: Метіонін

N: Аспарагін

P: Пролін

Q: Глутамін

R: Аргінін

S: Серин

T: Треонін

V: Валін

W: Триптофан

Кодований геном білок за функцією належить до фосфопротеїнів. 
Задіяний у таких біологічних процесах, як транспорт, транспорт білків, альтернативний сплайсинг. 
Локалізований у цитоплазмі, ядрі.